# فرودگاه بورگاس
فرودگاه بورگاس (به انگلیسی: Burgas Airport) (به زبان بومی: Летище Бургас (Letishte Burgas)) یک فرودگاه همگانی مسافربری با کد یاتا BOJ است که یک باند فرود بتن دارد و طول باند آن ۳۲۰۰ متر است. این فرودگاه در شهر بورگاس کشور بلغارستان قرار دارد و در ارتفاع ۴۱ متری از سطح دریا واقع شده‌است.

## شرکت‌های هواپیمایی و مقصدهای پروازی

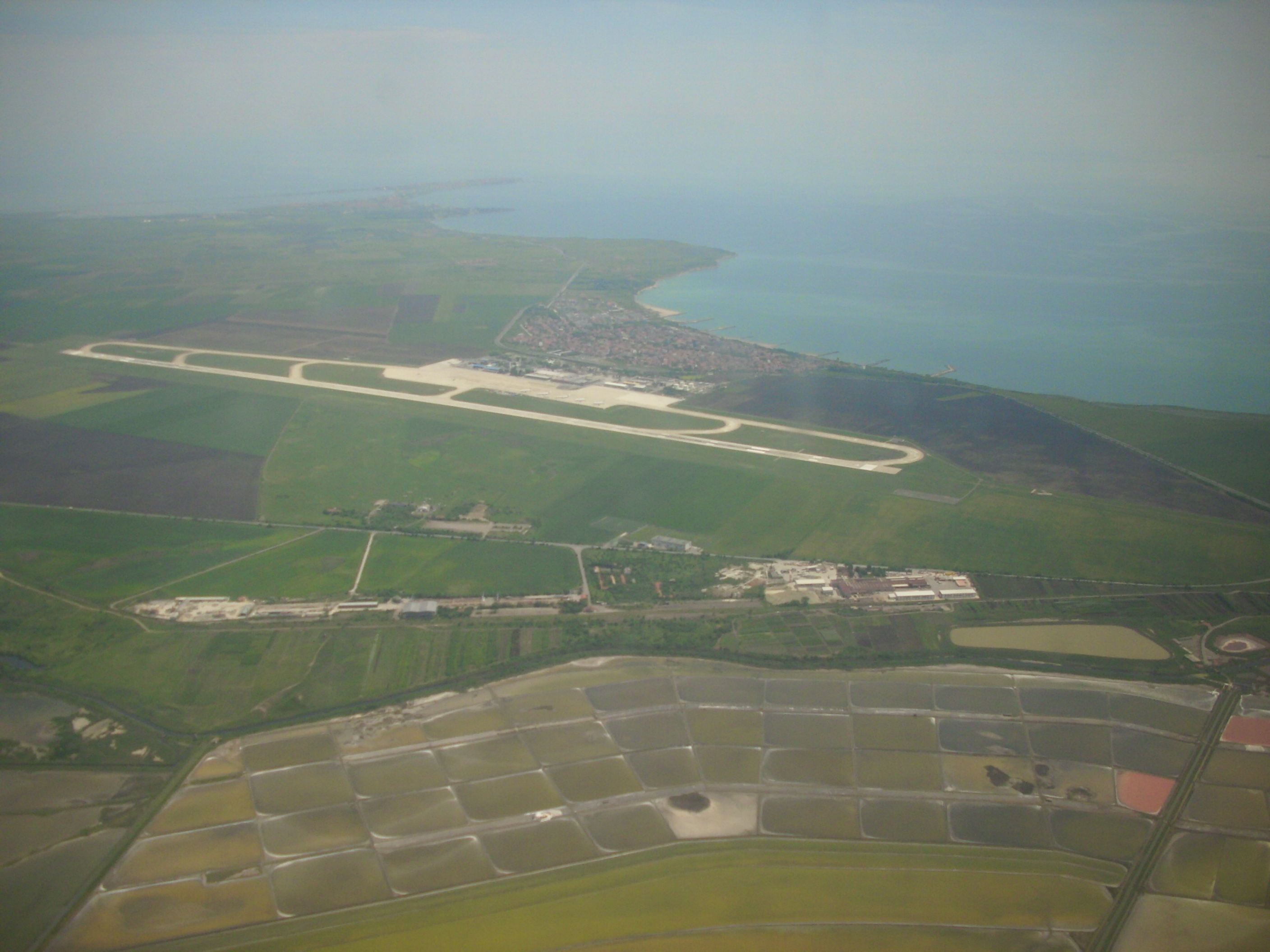
Burgas Airport seen from the sky shortly after take-off

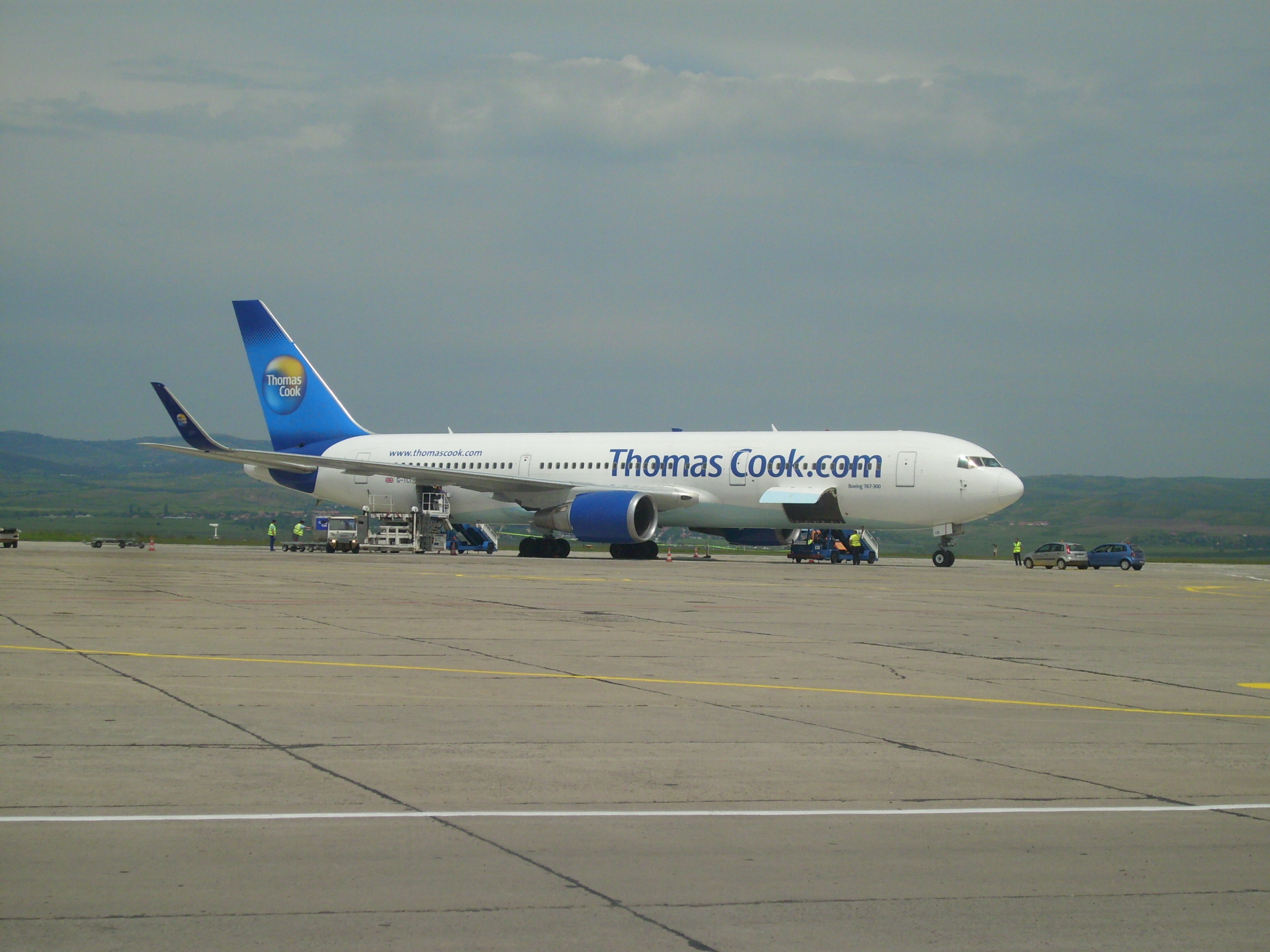
Thomas Cook Airlines بوئینگ ۷۶۷

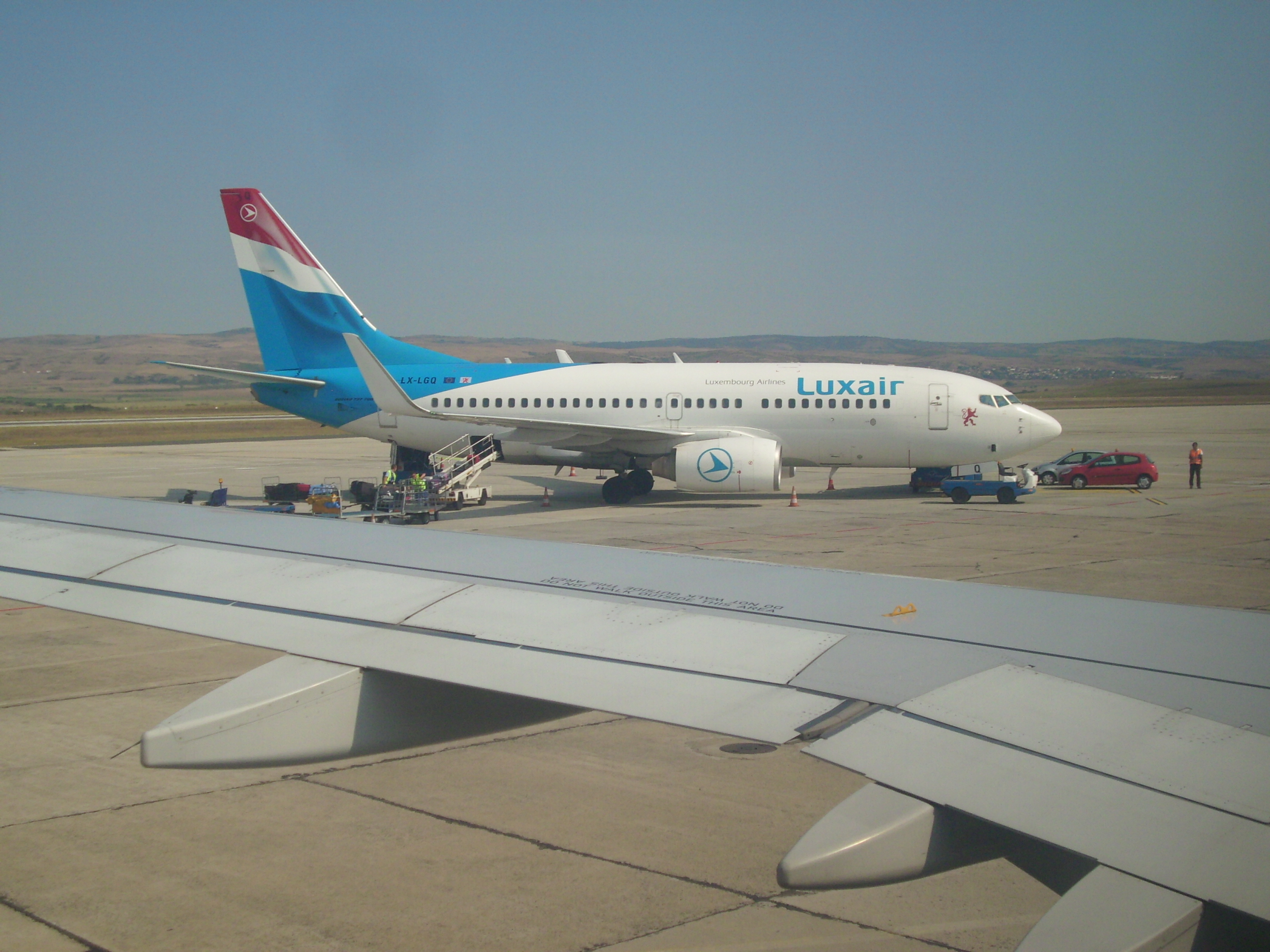
لوکزایر بوئینگ ۷۳۷ نسل بعدی

There are domestic and international flights to about 126 destinations in 31 countries, by more than 69 Bulgarian and foreign airlines (season 2017). The busiest season for the airport is from the end of April to the beginning of October. The following airlines operate regular scheduled and charter flights at Burgas Airport:
| شرکت‌های هواپیمایی                                     | مقصدهای پروازی |
| ----------------------------------------------------- | --- |
| ایر لینگاس                                            | فصلی: دوبلین |
| آئروفلوت اجرا توسط روسیه ایرلاینز                     | فصلی: پالکوو چارتر فصلی: ونوکووا |
| ایربالتیک                                             | چارتر فصلی: ریگا |
| Anda Air                                              | چارتر فصلی: کیف ژولیانی |
| هواپیمایی ارکیا                                       | چارتر فصلی: بن گوریون |
| ای‌اس‌ال ایرلاینز فرانسه                                | چارتر فصلی: لیون-سینت اگزوپری، شارل دوگل پاریس |
| ای‌اس‌ال ایرلاینز ایرلند                                | چارتر فصلی: دوبلین |
| آتلانتیک ایرویز                                       | چارتر فصلی: بیلاند، کپنهاگ |
| آسترین ایرلاینز                                       | چارتر فصلی: وین |
| Azur Air                                              | چارتر فصلی: قازان، دوموده‌دوو، تسنترالنی، بولشویه ساوینو، روستوف-نا-دونو، پالکوو، کورومچ، رسچینو، اوفا، چرتوویتسکویه، کولتسوو |
| Azur Air Germany                                      | چارتر فصلی: دوسلدورف |
| Azur Air Ukraine                                      | چارتر فصلی: بوریسپیل |
| بلاویا                                                | چارتر فصلی: برست، گومل، هرادنا، مینسک، موگیلف، ویتبسک ووستوکنی |
| بی‌اچ ایر                                              | فصلی: آبردین، بلفاست، بیلاند، بیرمنگام، بریستول، کاردیف، کپنهاگ، دونکاستر شفیلد رابین‌هود، ادینبرو، گلاسگو، هامبرساید، لیدز برادفورد، جان لنون لیورپول، گاتویک، استانستد لندن، منچستر، نیوکاسل، نوریچ، ایست میدلند، زوریخ چارتر فصلی: ویگرا آلسوند، اسخیپول آمستردام، باری، رفیق حریری بیروت، فلسلند برگن، بیلاند، کپنهاگ، گوتنبرگ-لاندوتر، هارستاد/نارویک اونس، هوگسوند، هلسینکی، ناپل، ترومسا، ورنس تروندهایم                   |
| براتنس رجیونال                                        | چارتر فصلی: بیلاند، کپنهاگ، گوتنبرگ-لاندوتر، مالمو، استکهلم-آرلاندا |
| براوو ایرویز                                          | چارتر فصلی: خارکوف، کیف ژولیانی، کریویی ریه |
| بروکسل ایرلاینز                                       | چارتر فصلی: بروکسل |
| بلغاریا ایر                                           | چارتر فصلی: گدایسک لخ والسا، کاتوویتس، کویت، ونوکووا، پوزنان-لاویکا، پالکوو، امام خمینی، بن گوریون، شوپن ورشو، وروتسواف کوپرنیکوس, |
| بلغاریا ایر                                           | صوفیه، وارنا چارتر فصلی: بلفاست، کویت، شرمتیوو، پاردوبیتسه، پالکوو، بن گوریون |
| بلغارین ایر چارتر                                     | چارتر فصلی: بازل-مولوز-فرایبورگ اروپا، برلین شونفلد، برلین تگل، بیلاند، ام. آر. استفانیک، کلن بن، کپنهاگ، دبرسن، درسدن، دوسلدورف، ارفورت-وایمار، فرانکفورت، گراتس، هامبورگ، هانوفر، کاتوویتس، کوشیتسه، لایپزیگ/هال، لینز، مونیخ، مانستر اوسنابروک، نورنبرگ، پادربورن لیپشتات، پپراد تاتری، پوزنان-لاویکا، پراگ رازیون، رزسزاوشو-جسینکا، زاربروکن، زالتسبورگ، اشتوتگارت، بن گوریون، وین، شوپن ورشو، وروتسواف کوپرنیکوس، زوارتنوتس |
| کوندور فلوگدینست                                      | فصلی: فرانکفورت، لایپزیگ/هال |
| کرندون ایرلاینز                                       | چارتر فصلی: بروکسل |
| کرندون ایرلاینز                                       | چارتر فصلی: بن گوریون |
| Corendon Dutch Airlines                               | فصلی: اسخیپول آمستردام چارتر فصلی: اسخیپول آمستردام |
| Danish Air Transport                                  | چارتر فصلی: کپنهاگ |
| DART Ukrainian Airlines                               | چارتر فصلی: کیف ژولیانی |
| دنیپرواویا                                            | چارتر فصلی: دنیپروپتروفسک، لیو دانیلو هالیتسکی |
| انتر ایر                                              | چارتر فصلی: ایگناسی یان پادرفسکی بیدگوشچ، گدایسک لخ والسا، کاتوویتس، جان پل دوم کراکوف-بالیس، لوبلین، پوزنان-لاویکا، رزسزاوشو-جسینکا، شوپن ورشو، وروتسواف کوپرنیکوس |
| یورو وینگز                                            | چارتر فصلی: دوسلدورف |
| یورو وینگز اجرا توسط جرمن‌وینگز                        | چارتر فصلی: برلین تگل، اشتوتگارت |
| Gazpromavia                                           | چارتر فصلی: ونوکووا |
| جرمنیا                                                | فصلی: برلین شونفلد، برمن، مونیخ، مانستر اوسنابروک، نورنبرگ (آغاز از ۱۹ ژوئن ۲۰۱۸), روستوک-لاگه |
| جرمنیا فلوگ                                           | فصلی: زوریخ |
| آی-فلای                                               | چارتر فصلی: ونوکووا |
| شرکت هواپیمایی اسرایر                                 | چارتر فصلی: بن گوریون |
| جت تایم                                               | چارتر فصلی: بیلاند، هلسینکی |
| لوکزایر                                               | فصلی: لوگزامبورگ - فیندل |
| موتور سیچ ایرلاینز                                    | چارتر فصلی: زاپروژیا |
| نورداستار                                             | چارتر فصلی: دوموده‌دوو، پالکوو |
| نوردویند ایرلاینز                                     | چارتر فصلی: تالاگی، قازان، شرمتیوو، پالکوو، کورومچ، اوفا |
| نروجین ایر شاتل                                       | فصلی: گاردرموئن اسلو، استکهلم-آرلاندا چارتر فصلی: سولا استاوانگر |
| نروجین ایر شاتل اجرا توسط Norwegian Air International | فصلی: کپنهاگ، هلسینکی |
| نووایر                                                | چارتر فصلی: گاردرموئن اسلو |
| Pegas Fly                                             | چارتر فصلی: تالاگی |
| رویال فلایت                                           | چارتر فصلی: شرمتیوو |
| اس۷ ایرلاینز                                          | دوموده‌دوو فصلی: تولمچوا |
| هواپیمایی اسکاندیناوی                                 | چارتر فصلی: آلبورگ، فلسلند برگن، بیلاند، کپنهاگ، گوتنبرگ-لاندوتر، گاردرموئن اسلو، سولا استاوانگر، استکهلم-آرلاندا |
| اسکات ایرلاینز                                        | چارتر فصلی: آلماتی، آستانه |
| Severstal Air Company                                 | چارتر فصلی: چرپووتس |
| Small Planet Airlines                                 | چارتر فصلی: کاناس، کفلاویک، ویلنیوس |
| Small Planet Germany                                  | چارتر فصلی: برمن، پادربورن لیپشتات |
| اسمال پلنت ایرلاینز                                   | فصلی: کاتوویتس، لوبلین، شوپن ورشو چارتر فصلی: گدایسک لخ والسا، کاتوویتس، جان پل دوم کراکوف-بالیس، لوبلین، شوپن ورشو، وروتسواف کوپرنیکوس |
| اسمارت‌لینکس ایرلاینز                                  | چارتر فصلی: ریگا |
| اسمارت‌لینکس ایرلاینز استونی                           | چارتر فصلی: لنارت مری تالین |
| اسمارت‌وینگز اجرا توسط تراول سرویس ایرلاینز            | فصلی: برنو-تورانی، لئوس جانسیک استراوا، پاردوبیتسه، پراگ رازیون |
| اسمارت‌وینگز اجرا توسط تراول سرویس                     | فصلی: ام. آر. استفانیک، کوشیتسه، پپراد تاتری، سیلاچ |
| سان‌اکسپرس دویچلند                                     | فصلی: کلن بن، دوسلدورف، فرانکفورت، لایپزیگ/هال، نورنبرگ، اشتوتگارت |
| Thomas Cook Airlines                                  | فصلی: بیرمنگام، بریستول، گلاسگو، گاتویک، استانستد لندن، منچستر، نیوکاسل، ایست میدلند, کاردیف |
| توماس کوک ایرلاینز بلژیک                              | چارتر فصلی: بروکسل |
| Thomas Cook Airlines Scandinavia                      | چارتر فصلی: کپنهاگ، هلسینکی، گاردرموئن اسلو، ورنس تروندهایم |
| Thomson Airways                                       | فصلی: آبردین (آغاز از ۲۴ مه ۲۰۱۸) بلفاست، بیرمنگام، بریستول، کاردیف، دونکاستر شفیلد رابین‌هود، دوبلین، ادینبرو، گلاسگو، گاتویک، لوتن لندن، منچستر، نیوکاسل، ایست میدلند |
| ترید ایر                                              | چارتر فصلی: بن گوریون |
| ترانساویا.کام                                         | چارتر فصلی: اسخیپول آمستردام |
| ترنسویا فرانس                                         | چارتر فصلی: اورلی |
| تراول سرویس ایرلاینز                                  | چارتر فصلی: ام. آر. استفانیک، برنو-تورانی، کاتوویتس، کوشیتسه، لئوس جانسیک استراوا، پاردوبیتسه، پراگ رازیون |
| تراول سرویس                                           | چارتر فصلی: بوداپست فرنک لیست |
| Travel Service Poland                                 | چارتر فصلی: کاتوویتس، شوپن ورشو |
| تراول سرویس                                           | چارتر فصلی: ام. آر. استفانیک، کوشیتسه، پپراد تاتری، سیلاچ |
| TUI fly Belgium                                       | فصلی: بروکسل، اوستند-بروگس چارتر فصلی: لیون-سینت اگزوپری، متز-نانسی-لورن، شارل دوگل پاریس |
| تی‌یوآی ایرلاینز نیدرلندز                              | چارتر فصلی: اسخیپول آمستردام |
| تی‌یوآی‌فلای نوردیک                                     | چارتر فصلی: کپنهاگ، هلسینکی، گاردرموئن اسلو، استکهلم-آرلاندا |
| اورال ایرلاینز                                        | فصلی: کورومچ، کولتسوو چارتر فصلی: دوموده‌دوو |
| ازبکستان ایرویز                                       | چارتر فصلی: تاشکند |
| Windrose Airlines                                     | فصلی: بوریسپیل چارتر فصلی: دنیپروپتروفسک |
| ویز ایر                                               | لوتن لندن فصلی: بوداپست فرنک لیست، کاتوویتس، شوپن ورشو |
| یاکوتیا ایرلاینز                                      | چارتر فصلی: ونوکووا |
| یامال ایرلاینز                                        | چارتر فصلی: دوموده‌دوو |